# Gustav Becker (Uhrenfabrikant)

Gustav Becker (1819–1885).

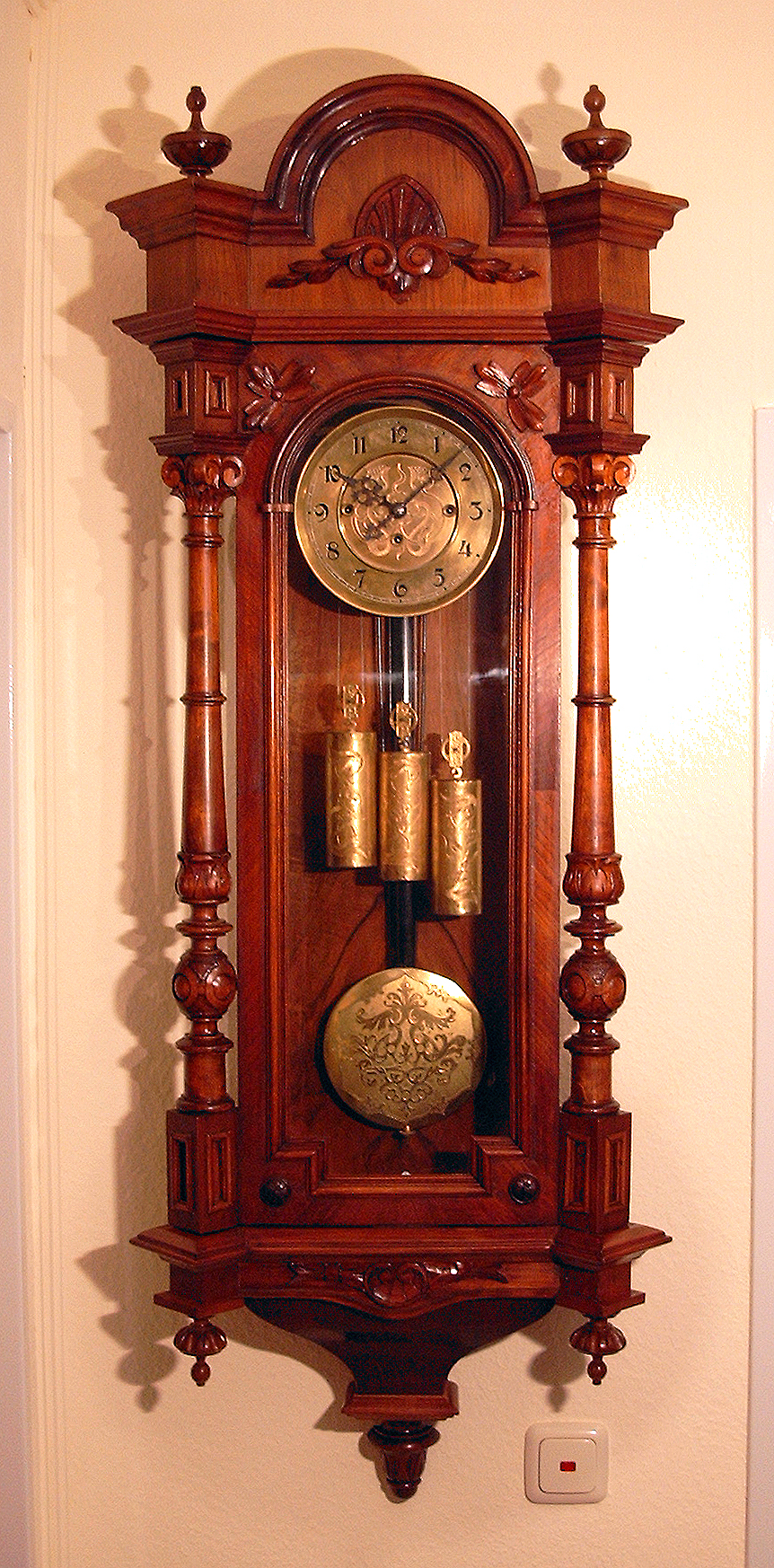
Drei-Gewicht-Regulator der Marke Gustav Becker mit Viertel- und Stundenschlag, um 1880.

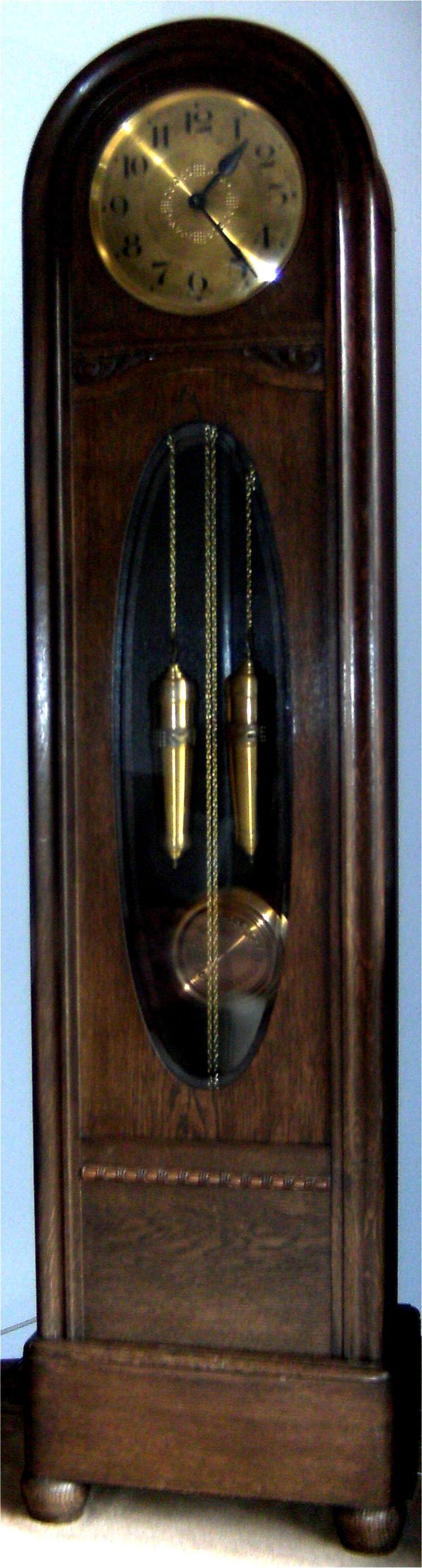
Bodenstanduhr der Marke Gustav Becker (um 1910)

Gustav Johann Eduard Becker (* 2. Mai 1819 in Oels, Landkreis Oels, Provinz Schlesien; † 14. September 1885 in Berchtesgaden) war ein deutscher Uhrmacher und Uhrenfabrikant sowie Begründer der Uhrenmarke Gustav Becker.

## Leben und Uhrmacherische Leistung
Gustav Becker erlernte das Uhrmacherhandwerk in Schlesien und erweiterte sein Wissen auf Reisen zu Uhrmachern in Deutschland, Österreich und der Schweiz. Die Reisen ermöglichten es ihm, sein Handwerk zu verfeinern und sich zu einem hervorragenden Uhrmachermeister zu entwickeln. Während seiner Zeit in Wien, von 1800 bis 1850 das führende Zentrum im Uhrmacherhandwerk, wuchs in ihm der Wunsch, eine Uhrenfabrik zu gründen.
Nachdem er 1845 nach Schlesien zurückgekehrt war und geheiratet hatte, ließ er sich Anfang 1847 in Freiburg im Landkreis Schweidnitz nieder. Am 1. April 1847 eröffnete Becker dort ein Uhrengeschäft. Er beschäftigte eine kleine Anzahl von Angestellten, darunter auch einige Schuljungen, die er nebenbei in den Grundlagen des Uhrmacherhandwerks unterrichtete. Für größere Anschaffungen oder Maschinen fehlte ihm das Kapital. Zunächst fertigte er in kleiner Stückzahl Pendeluhren nach Wiener Vorbild; 1850 war es ihm möglich, mit seinem Geschäft in größere Räumlichkeiten umzuziehen. Mit Unterstützung der Behörden und unter der Auflage, 80 Jungen aus armen Familien im Uhrmacherhandwerk zu unterrichten, erhielt er die dringend benötigten Maschinen.
Den Durchbruch schaffte Gustav Becker, als seine Uhren auf der Schlesischen Industrieausstellung im Jahr 1852 erstmals einer größeren Öffentlichkeit vorgestellt wurden und eine Goldmedaille (franz.: Medaille d’Or) gewannen. Er erlangte damit Aufmerksamkeit und Vertrauen in die Qualität seiner Uhren. Die Kreuzform dieser Medaille wurde später auf die Werksplatinen geprägt und neben dem Gustav Becker Anker zum Markenzeichen.
Im Jahr 1854 folgten Großaufträge für die Königliche Post und das Telegrafenamt Schlesiens. Durch den Herzog von Ratibor wurde ihm ein großzügiges Darlehen gewährt, mit dem er eine Tischlerei für Uhrengehäuse in der Nähe des Bahnhofs errichten konnte. Hieraus entwickelte sich ein ausgedehntes Fabrikgelände. Die anfangs hergestellten einfachen Pendeluhren wichen ab 1860 immer aufwändiger gestalteten Uhren mit reich verzierten und geschnitzten Gehäusen und hochwertigen Werken. Die Produktion stieg in den Folgejahren rasant an, bereits 1875 überschritt die Produktion die Marke von 300.000 gefertigten Uhren. Becker konnte bei Ausstellungen weltweit Preise gewinnen, so z. B. in London, Paris, Sidney, Melbourne, Berlin und Amsterdam. Durch Gustav Becker entwickelte sich Freiburg (Schlesien) im 19. Jahrhundert zu einem der bedeutendsten Standorte industrieller Großuhrfabrikation in Deutschland.
Uhrwerke aus der Fabrik von Gustav Becker zeichneten sich in Technik und Material durch besonders hohe Qualität aus. Dieser hohe Qualitätsanspruch entwickelte sich zum Problem, als Beckers Uhrenfabrik ab 1880 starke Konkurrenz aus dem Schwarzwald bekam. Dort wurden nach amerikanischem Vorbild einfache und billige Uhren mit Federwerk in großer Stückzahl hergestellt. Der Absatz der teuren Pendeluhren brach dramatisch ein und zwang Becker dazu, ebenfalls billigere Federuhren mit schlichteren Uhrgehäusen anzubieten.
1885 widmete Becker seine Jubiläumsuhr mit der Werknummer 500.000 Reichskanzler Otto von Bismarck zu dessen 70. Geburtstag am 1. April. Diese Bodenstanduhr mit üppig verziertem, monumentalem Gehäuse im Stil des Historismus hat die Wirren der Zeit überstanden und befindet sich heute im Bismarck-Museum in Friedrichsruh (Aumühle).
Gustav Becker verstarb am 14. September 1885 in Berchtesgaden auf einer Reise durch Bayern. Er wurde am 17. September 1885 unter großer Anteilnahme im schlesischen Freiburg beigesetzt. Ein Jahrhundert nach seinem Tod war seine Familiengrabstelle auf dem alten Friedhof von Freiburg (Schles.) noch erhalten.

## Weitere Entwicklung der Firma
Die Firma wurde nach Beckers Tod weitergeführt und vereinigte sich 1899 mit anderen Unternehmen unter dem Namen Vereinigte Freiburger Uhrenfabriken Aktiengesellschaft vormals Gustav Becker. Im Jahre 1926 schloss sie sich mit der Hamburg-Amerikanische Uhrenfabrik zu einer Interessengemeinschaft zusammen. Beide Firmen fusionierten 1930 mit der Firma Junghans unter dem Namen Uhrenfabriken Gebrüder Junghans AG.
Der Zweite Weltkrieg beendete endgültig die Produktion von Uhren der Marke Gustav Becker.